# Luženičky
Luženičky (německy Klein Luschenitz) jsou obec v okrese Domažlice v Plzeňském kraji. Žije v ní 430 obyvatel.

## Historie
První písemná zmínka o obci pochází z roku 1543.

## Obyvatelstvo
| Rok            | 1869 | 1880 | 1890 | 1900 | 1910 | 1921 | 1930 | 1950 | 1961 | 1970 | 1980 | 1991 | 2001 | 2011 | 2021 |
| -------------- | ---- | ---- | ---- | ---- | ---- | ---- | ---- | ---- | ---- | ---- | ---- | ---- | ---- | ---- | ---- |
| Počet obyvatel | 469  | 452  | 393  | 402  | 411  | 421  | 398  | 302  | 283  | 266  | 272  | 250  | 308  | 329  | 390  |
| Počet domů     | 79   | 81   | 82   | 78   | 84   | 84   | 80   | 82   | 67   | 65   | 67   | 86   | 90   | 101  | 131  |

## Obecní správa
V letech 1850–1949 patřily Luženičky jako osada obce k Luženicím v okrese Domažlice. Od roku 1949 jsou obcí.

### Části obce
- Luženice
- Luženičky

### Obecní symboly
Znak a vlajka byly obci uděleny rozhodnutím předsedy Poslanecké sněmovny Parlamentu České republiky dne 21. dubna 2020.

## Pamětihodnosti
- Památník husitského vítězství roku 1431 – základní kámen z roku 1931 s nejvyšším žulovým kalichem v Evropě od roku 2015. Příchozí cesta lemována sochami a doplněna naučnou stezkou.

## Galerie

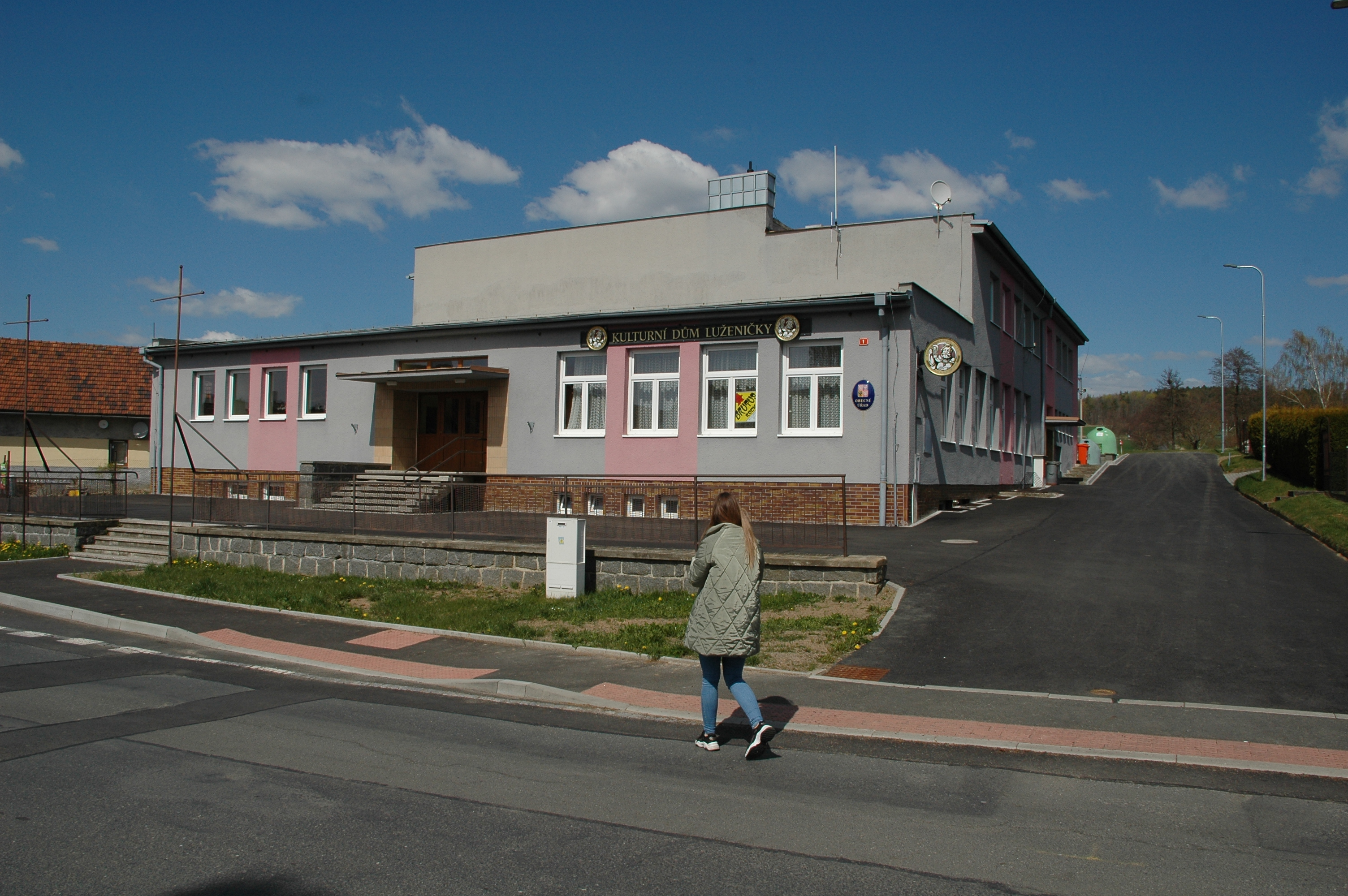
Hospoda
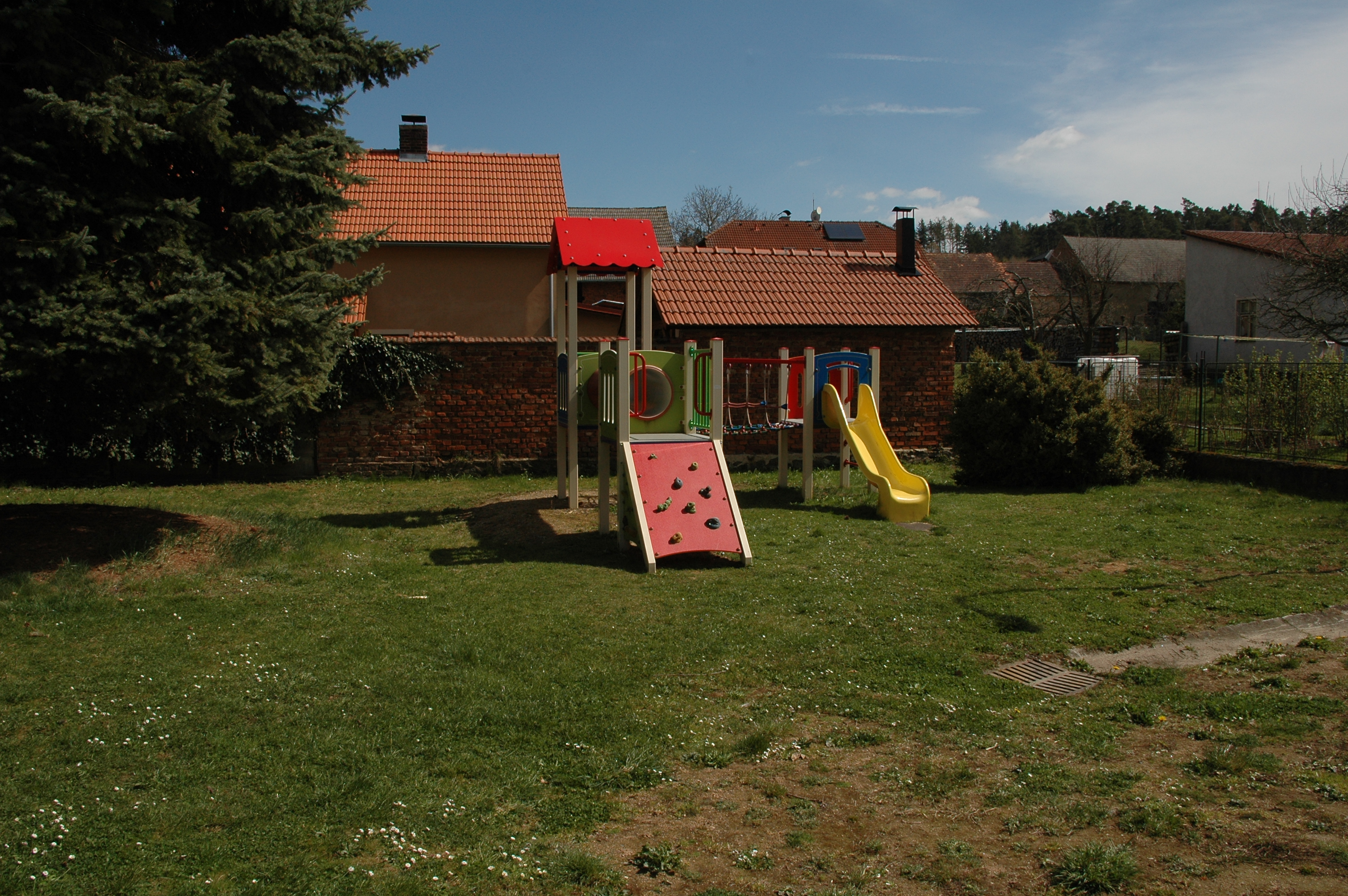
Dětské hřiště
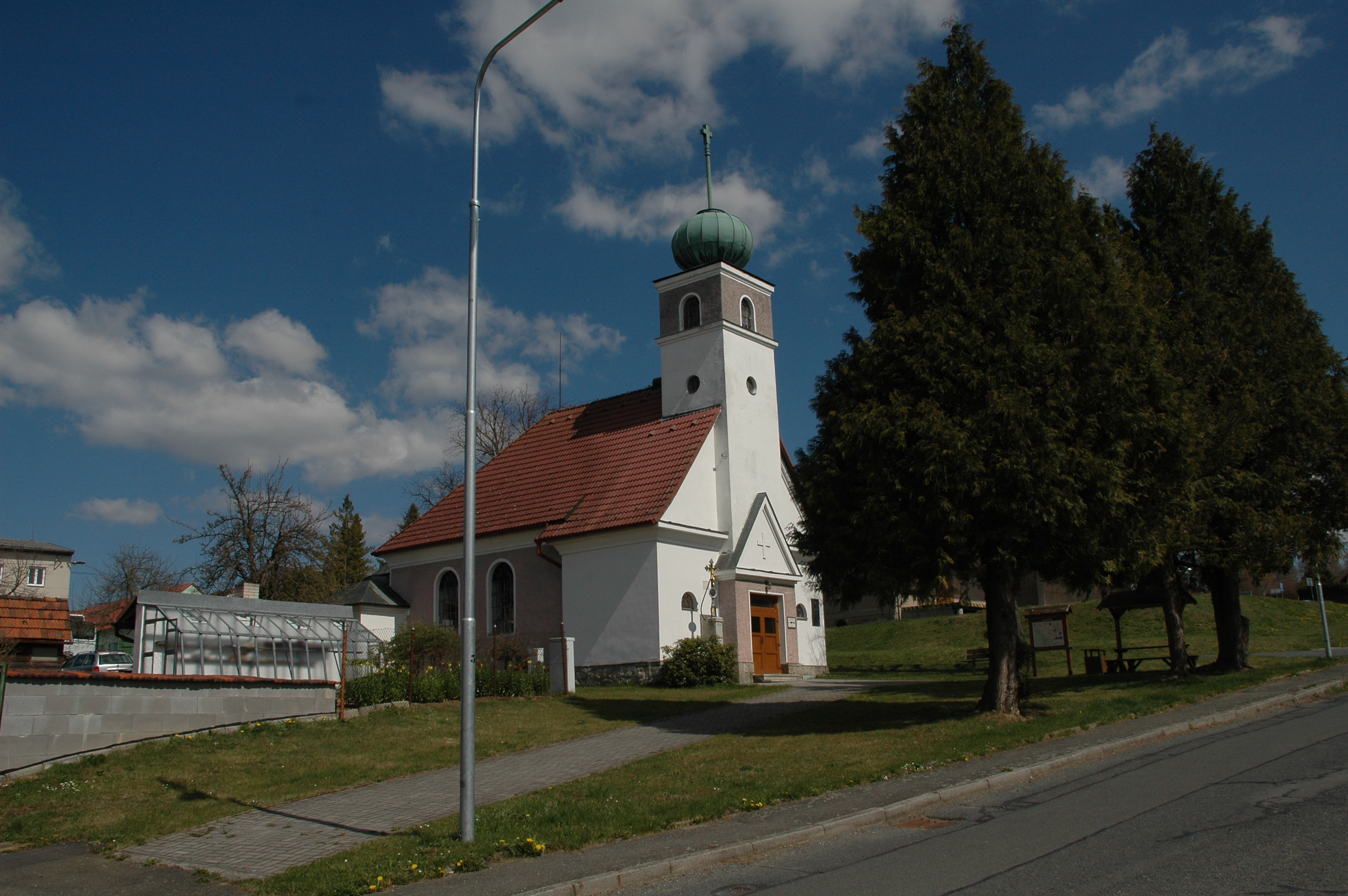
Kaple svatého Antonína Paduánského